# Liste der Abgeordneten zum Oberösterreichischen Landtag (II. Wahlperiode)
Diese Liste der Abgeordneten zum Oberösterreichischen Landtag (II. Wahlperiode) listet alle Abgeordneten zum Oberösterreichischen Landtag in der II. Wahlperiode auf. Die Wahlperiode reichte vom 18. Februar 1867 bis zum 3. November 1869 und war von einer Mehrheit der Liberalen Partei geprägt. Die Landesregierung wurde vom Landesausschuss Lebschy II bzw. vom Landesausschuss Eigner I gebildet.

## Struktur
Der Oberösterreichische Landtag bestand in der zweiten Wahlperiode aus 49 gewählten Abgeordneten sowie der Virilstimme des Diözesanbischofs. Neben der Virilstimme stellte die Kurie des Großen Grundbesitzes 10 Abgeordnete. Die Städte und Industrialorte wählten in 15 Wahlkreisen insgesamt 17 Abgeordnete, wobei in der Landeshauptstadt Linz drei Abgeordnete gewählt wurden. Die Handels- und Gewerbekammer stellte drei Abgeordnete im Landtag, zudem kamen aus den Landgemeinden aus 12 Wahlkreisen 19 Abgeordnete. Von den Landgemeinden delegierte man dabei mit Ausnahme der Wahlkreise Linz, Grein, Freistadt, Gmunden und Kirchdorf je zwei Abgeordnete. Während die Liberalen die Kurie der Städte, die Kurie der Handels- und Gewerbekammer sowie die gesamte Kurie des Großgrundbesitzes dominierten, kam das Gros der Abgeordneten der Kurie der Landgemeinden aus dem Lager der Katholisch-Konservativen. Bei der Landtagswahl 1867 hatten jedoch noch keine Parteien im engeren Sinn existiert, sie hatten sich zwar nach dem Erlass des Vereinsgesetzes im Jahr 1867 sofort gebildet, agierten zunächst jedoch als „Vereine“ und konnten die Landtagswahl 1867 nicht mehr entscheidend beeinflussen. Vielmehr wurden die Abgeordneten durch „Stammtischrunden“ nominiert.

## Landtagsabgeordnete
| Name                                         | Kurie                      | Wahlbezirk                   | Anmerkung                                             |
| -------------------------------------------- | -------------------------- | ---------------------------- | ----------------------------------------------------- |
| Bergmüller Friedrich                         | Landgemeinden              | Wahlbezirk Braunau           | ab 13. Juni 1868 als Nachfolger von Sebastian Kobler  |
| Dehne August                                 | Landgemeinden              | Wahlbezirk Wels              |                                                       |
| Dürckheim-Montmartin Friedrich Eckbrecht von | Großer Grundbesitz         |                              |                                                       |
| Edlbacher Max                                | Landgemeinden              | Wahlbezirk Freistadt         |                                                       |
| Eigner Moritz                                | Städte und Industrialorte  | Landeshauptstadt Linz        |                                                       |
| Falkenhayn Juliusvon                         | Großer Grundbesitz         |                              |                                                       |
| Feuerstein Christian                         | Städte und Industrialorte  | Wahlbezirk Gmunden           |                                                       |
| Figuly von Szep Ignaz                        | Handels- und Gewerbekammer |                              |                                                       |
| Fölser Gustav                                | Städte und Industrialorte  | Wahlbezirk Rohrbach          | am 11. Mai 1867 verstorben                            |
| Gollner Mathäus                              | Landgemeinden              | Wahlbezirk Rohrbach          |                                                       |
| Gross Franz                                  | Städte und Industrialorte  | Landesfürstliche Stadt Wels  |                                                       |
| Hafferl Josef                                | Handels- und Gewerbekammer |                              |                                                       |
| Handel Max von                               | Großer Grundbesitz         |                              |                                                       |
| Hann Ludwig                                  | Landgemeinden              | Wahlbezirk Kirchdorf         | am 24. März 1867 verstorben                           |
| Hayden Eduard von                            | Großer Grundbesitz         |                              |                                                       |
| Heyß Maximilian                              | Landgemeinden              | Wahlbezirk Ried              | am 10. Mai 1867 verstorben                            |
| Hochhauser Johann                            | Städte und Industrialorte  | Wahlbezirk Enns              |                                                       |
| Hörlberger Georg                             | Landgemeinden              | Wahlbezirk Schärding         |                                                       |
| Huemer Matäus                                | Landgemeinden              | Wahlbezirk Wels              |                                                       |
| Kaltenbrunner Ferdinand                      | Städte und Industrialorte  | Wahlbezirk Kirchdorf         |                                                       |
| Kinsky Rudolf                                | Großer Grundbesitz         |                              |                                                       |
| Knodlinger Josef                             | Landgemeinden              | Wahlbezirk Ried              | ab 19. August 1867 als Nachfolger von Maximilian Heyß |
| Kobler Sebastian                             | Landgemeinden              | Wahlbezirk Braunau           |                                                       |
| Kobler Georg                                 | Landgemeinden              | Wahlbezirk Rohrbach          | bis 1867                                              |
| Kremer Rafael                                | Landgemeinden              | Wahlbezirk Gmunden           |                                                       |
| Kurzwernhart Theodor                         | Städte und Industrialorte  | Wahlbezirk Eferding          |                                                       |
| Kyrle Josef                                  | Städte und Industrialorte  | Wahlbezirk Schärding         |                                                       |
| Lebschy Dominik                              | Großer Grundbesitz         |                              |                                                       |
| Löwenfeld Moritz                             | Handels- und Gewerbekammer |                              | ab 12. Oktober 1869 als Nachfolger von Josef Wendl    |
| Mayer Ignaz                                  | Städte und Industrialorte  | Landeshauptstadt Linz        |                                                       |
| Moser Philipp                                | Landgemeinden              | Wahlbezirk Linz              |                                                       |
| Peyr Josef                                   | Landgemeinden              | Wahlbezirk Vöcklabruck       |                                                       |
| Poeschl Josef                                | Städte und Industrialorte  | Wahlbezirk Rohrbach          | ab 26. Juni als Nachfolger von Gustav Fölser          |
| Prechtl Karl                                 | Städte und Industrialorte  | Wahlbezirk Braunau           |                                                       |
| Preßler Rudolf von                           | Großer Grundbesitz         |                              |                                                       |
| Rappolter Anton                              | Städte und Industrialorte  | Landesfürstliche Stadt Ried  |                                                       |
| Reindl Karl                                  | Städte und Industrialorte  | Wahlbezirk Urfahr            |                                                       |
| Reinhardt Johann                             | Landgemeinden              | Wahlbezirk Steyr             |                                                       |
| Reslhuber Augustin                           | Großer Grundbesitz         |                              |                                                       |
| Richter Friedrich                            | Städte und Industrialorte  | Wahlbezirk Vöcklabruck       |                                                       |
| Rudigier Franz Josef                         | Virilstimme                |                              |                                                       |
| Schlager Michael                             | Landgemeinden              | Wahlbezirk Kirchdorf         | ab 13. Juni 1867 als Nachfolger von Ludwig Hann       |
| Schwarz Kaspar                               | Städte und Industrialorte  | Wahlbezirk Freistadt         |                                                       |
| Seyrl Fraz                                   | Landgemeinden              | Wahlbezirk Ried              |                                                       |
| Teitl Heinrich                               | Landgemeinden              | Wahlbezirk Vöcklabruck       |                                                       |
| Terpinitz Karl                               | Städte und Industrialorte  | Wahlbezirk Grein             |                                                       |
| Wahl Mathias                                 | Landgemeinden              | Wahlbezirk Grein             |                                                       |
| Weichs Friedrich Eckbrecht von               | Großer Grundbesitz         |                              |                                                       |
| Werndl Josef                                 | Handels- und Gewerbekammer |                              | bis 1869                                              |
| Wertheim Ferdinand                           | Großer Grundbesitz         |                              |                                                       |
| Wickhoff Franz                               | Städte und Industrialorte  | Landesfürstliche Stadt Steyr |                                                       |
| Wieninger Anton                              | Landgemeinden              | Wahlbezirk Braunau           |                                                       |
| Wieninger Georg                              | Landgemeinden              | Wahlbezirk Schärding         |                                                       |
| Wild Josef                                   | Landgemeinden              | Wahlbezirk Steyr             |                                                       |
| Wiser Karl                                   | Städte und Industrialorte  | Landeshauptstadt Linz        |                                                       |